# Колесников, Олег Сергеевич
Оле́г Серге́евич Коле́сников (14 декабря 1942, Загорянский — 4 января 2021, Загорянский) — советский и российский кинодраматург, автор сценариев к художественным фильмам («Сердца трёх», «Он, она и дети», «Опасно для жизни!» и других), являлся членом Профессионального комитета московских кинодраматургов. 

## Увлечение авиацией
Олег Колесников в 1989 году купил в ДОСААФ разукомплектованный Як-18А с заводским номером 1161618. В дальнейшем он был зарегистрирован во ФЛА России с номером ФЛА РФ 01776, а позднее внесен в государственный реестр под номером RA-0394G. Восстановлению этого аппарата до летного состояния Олег Сергеевич посвятил много времени и сил. Также на самолет были получены все документы необходимые для выполнения полетов в гражданской авиации. Сам Олег Сергеевич проходил медицинскую комиссию и выполнял полеты на своем самолете.
В августе 2005 года на авиашоу Легенды мировой авиации в Монино восстановленный Як-18А участвовал в летной программе. Управлял им шеф-пилот ОКБ им. Яковлева Герой России Андрей Синицын.,. Позже самолет был перекрашен на заводе МАРЗ ДОСААФ.
Непосредственно перед смертью Олег Колесников заключил договор хранения самолёта с музеем Военно-воздушных сил в Монино, где самолёт выставлен в экспозицию.

## Фильмография
- 1985 — Опасно для жизни!
- 1987 — Он, она и дети
- 1989 — Бывший папа, бывший сын
- 1990 — Допинг для ангелов
- 1992 — Сердца трёх (сериал)
- 1993 — Сердца трёх 2